# Вардар (лист)
Вардар је био српски лист који је излазио у Османском царству од 1. септембра 1908. године. 
Покретање листа је кренуло по замисли генералног конзула Краљевине Србије у Скопљу Ж. Балугџића. Лист је био орган српске народне организације у Турској.  Посљедњи број Цариграског гласника је изашао 10. октобра 1909. године. Иако је уредништво читаоцима навело техничке разлоге, као разлог престанка изласка, по Делфи Иванић, прави разлог укидања листа је био тај што су Срби у Скопљу имали лист Вардар, орган српске народне организације. 